# Уошберн, Элиху Бенджамин
Элиху Бенджамин Уошберн (англ. Elihu Benjamin Washburne; 23 сентября 1816, Ливермор, штат Мэн (США) — 23 октября 1887, Чикаго) — американский политический деятель, один из создателей Республиканской партии США, государственный секретарь США в 1869 году, посол США во Франции.

## Биография
Представляя штат Иллинойс в Палате представителей конгресса, был близок к президенту США Аврааму Линкольну. Первоначально входил в партию вигов, затем стал одним из первых членов и лидеров вновь созданной Республиканской партии США.
Сменил Уильяма Сьюарда на посту государственного секретаря США в кабинете президента Улисса Гранта, но пробыл на посту всего 12 дней в марте 1869 года, самое короткое время в истории США. Затем был назначен на должность посла США во Франции и играл важную роль в ведении переговоров о перемирии в 1870 году.
После выхода в отставку в 1876 году жил в Чикаго. Умер в 1887 году.